# Батулия (нос)
Носът Батулия (на английски: Batuliya Point) е свободен от лед морски нос, най-източната точка на остров Робърт, вдаващ се 550 м в протока Брансфийлд. Разположен 5.4 км североизточно от югоизточния край на нос Робърт и 1.9 км южно от нос Кичън.
Координатите му са: 62°24′16″ ю. ш. 59°20′41″ з. д. / 62.404444° ю. ш. 59.344722° з. д..
Наименуван е на селището Батулия в Западна България. Името е официално дадено на 23 ноември 2009 г.
Картографиране българско от 2009 г. и 2010 г.

## Карти
- Л. Иванов. Антарктика: Остров Ливингстън и острови Гринуич, Робърт, Сноу и Смит. Топографска карта в мащаб 1:120000. Троян: Фондация Манфред Вьорнер, 2009. ISBN 978-954-92032-4-0